# コリンデヒドロゲナーゼ
コリンデヒドロゲナーゼ（choline dehydrogenase）は、グリシン、セリンおよびトレオニン代謝酵素の一つで、次の化学反応を触媒する酸化還元酵素である。
コリン + 受容体 {\displaystyle \rightleftharpoons } ベタインアルデヒド + 還元受容体
反応式の通り、この酵素の基質はコリンと受容体、生成物はベタインアルデヒドと還元受容体である。補因子としてPQQを用いる。
組織名はcholine:acceptor 1-oxidoreductaseで、別名にcholine oxidase, choline-cytochrome c reductase, choline:(acceptor) oxidoreductase, choline:(acceptor) 1-oxidoreductaseがある。